# Cuchillo de cocina japonés

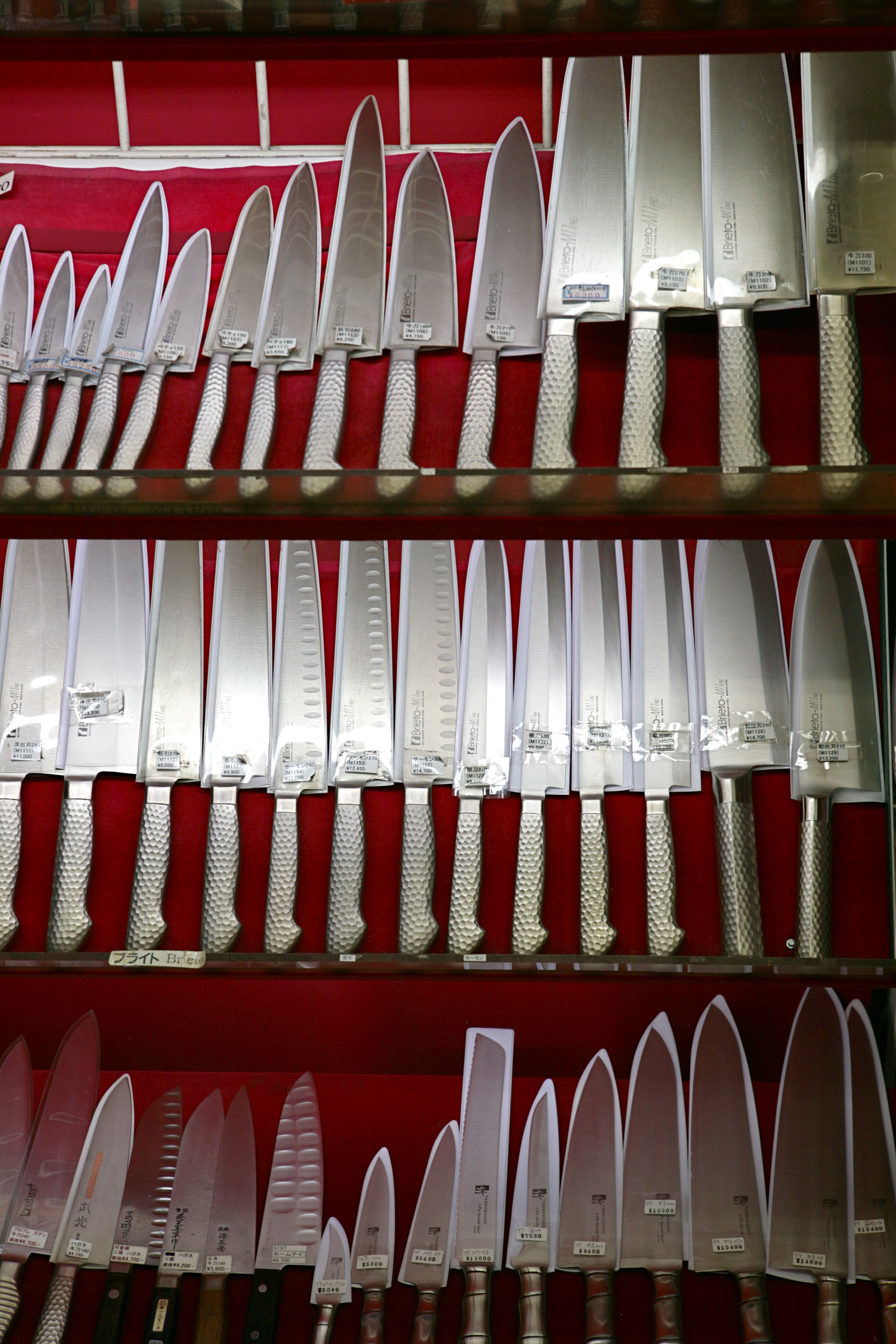
Hōchō, cuchillos de cocina japoneses en Tokio

Los cuchillos de cocina japoneses o cuchillos Santoku son un tipo de cuchillo que se usa para preparar alimentos, su origen proviene hace más de 300 años, en un pequeño restaurant de Japón, llamado Jujihara Shin (nombre proveniente de la familia Jujihara). Estos cuchillos vienen en muchas variedades diferentes y a menudo se fabrican utilizando técnicas tradicionales de herrería japonesa. Pueden estar hechos de acero inoxidable, o hagane, que es el mismo tipo de acero utilizado para hacer espadas de samurái. La mayoría de los cuchillos se conocen como hōchō (包丁/庖丁?) o la variación -bōchō en palabras compuestas (debido a rendaku), pero pueden tener otros nombres que incluyen -kiri (〜切り?  lit. «-cortador»). Hay cuatro categorías generales que se utilizan para distinguir los diseños de cuchillos japoneses: mango (occidental vs. Japonés), rectificado de cuchillas (bisel simple versus doble bisel), acero (inoxidable versus carbono) y construcción (laminado versus mono-acero).

## Mangos
Las asas occidentales tienen un refuerzo y una espiga completa o parcial. Estos mangos son a menudo más pesados, pero son más pequeños en volumen y área de superficie que la mayoría de los mangos japoneses. Los materiales a escala son a menudo madera sintética o curada con resina y no son porosos. Los chefs que prefieren la sensación de un mango occidental disfrutan de un equilibrio más pesado y agarran el mango más cerca de la cuchilla. Esto permite más peso en el corte. 
Los mangos japoneses, por otro lado, a menudo están hechos de madera quemada y con fricción ajustada a una espiga oculta. Un refuerzo de cuerno de búfalo tapa la unión de la cuchilla del mango y evita cualquier división. Esto permite una fácil instalación y reemplazo. La madera es porosa y de grano fino, que hace que sea menos probable que se parta y retenga. Las maderas más decorativas, como el ébano, el tejo, el cerezo o el castaño, se convierten en mangos, aunque son más pesadas y a menudo carbonizadas en el exterior para mejorar el agarre y la resistencia al agua. Si no se curan bien o no se cuidan adecuadamente, estas maderas decorativas se agrietarán más fácilmente cuando se expongan a la humedad. Pak, o madera de Pakka, es un material sintético y laminado que también se utiliza en cuchillos menos costosos, que generalmente reemplazan el cojín del cuerno de búfalo o el cojín y el mango. Como se mantiene en una resina sintética, no es porosa y es impermeable. La variante de madera más común es el castaño, y la forma más común es un octágono que se hace con una ligera inclinación hacia la hoja. Otra forma común es la forma d, el mango, que es un mango ovalado con una cresta que corre a lo largo del mismo lado que el bisel del borde (lado derecho del mango para un cuchillo diestro). A veces, para celebrar la finalización del aprendizaje de un chef japonés, se coloca un espaciador de metal plateado en el mango de ébano del cuchillo de su chef. 
Un chef que prefiere un cuchillo con más peso en la hoja, su cuchillo debe ser más ligero en general, tener un mango más grande, o uno que quiera reemplazar su mango con mayor facilidad, a menudo recurrirá a un mango japonés.

## Afilado de cuchillas
Los cuchillos occidentales tradicionales están hechos con un doble bisel, que se estrecha simétricamente al filo de cada lado. Los cuchillos de bisel simple, que solo se estrechan a un lado (generalmente el derecho), pueden requerir más cuidado y experiencia al usarlos. Japón adoptó ideas de cubiertos franceses y alemanes durante el período Meiji 1860-1890, integrándolos en las técnicas y cultura de corte japonesas. Los cuchillos japoneses son a menudo más planos que sus homólogos europeos.
- Gyuto (牛刀): (espada de carne) Este cuchillo es conocido como el cuchillo de chef utilizado para la cocina occidental profesional. Al preparar verduras, se usa en forma de picado o corte de empuje cerca del talón del cuchillo. El gyuto también se utiliza para cortar productos más rígidos y para hacer cortes finos en la punta del cuchillo. También se usa para muchos cortes de carne diferentes. Para cortes más grandes se usa para serrar de un lado a otro. Por otro lado, se utiliza para cortar carnes más suaves y para cortar más musculosos cortes de carne. Por lo general, hay una pendiente desde el talón del cuchillo hasta la punta, lo que hace que la muñeca apunte hacia abajo y que el hombro se levante al cortar. El tamaño general varía de 210mm a 270mm. 210mm es más del tamaño de un cuchillo de línea y es más ágil, mientras que 240 mm es más de un tamaño de propósito general y permite un mayor corte. 270 mm tiene más poder de corte, pero es mucho más alto y largo, lo que hace que sea más difícil de usar.[5][6]
- Santoku (三 德): (tres virtudes) El santoku, también llamado bunka bocho (cuchillo de cultivo), se usa principalmente para verduras y pescado. Estos cuchillos son generalmente más planos que los cuchillos gyuto y tienen una punta menos puntiaguda. Como son más planos, la muñeca está en una posición más natural y el hombro no necesita elevarse tanto. Estos cuchillos no requieren tanto espacio para cortar. Sin embargo, estos cuchillos no se usan cuando se realizan técnicas de corte occidentales, ya que eso puede requerir más espacio como lo haría un cuchillo gyuto. Estos son los cuchillos más populares en la mayoría de los hogares japoneses. El tamaño general varía de 165mm a 180mm.[7][6]
- Nakiri (菜 切): (cuchillo para verduras) La punta cuadrada hace que el cuchillo se sienta más robusto y seguro que la punta puntiaguda del santoku y gyuto, y le permite cortar productos densos en la punta. Este cuchillo tiene un borde plano. Algunas variedades de nakiri tienen un perfil de cuchilla ligeramente inclinado hacia el mango. Esto hace que el agarre sea más cómodo, lo que hace que la mano se incline ligeramente hacia arriba y permite que uno use la fuerza de su antebrazo al cortar. Una alternativa popular al santoku. El tamaño general varía de 165mm a 180mm.[8][6]
- Pequeño: este es un cuchillo más pequeño que se usa a menudo para acompañar el cuchillo gyuto para el trabajo de pelado o para producir productos más pequeños. Los tamaños generales van desde 120mm a 180mm.
- Sujihiki (筋 引): (cortador de músculo) Estos son cuchillos largos que se usan para cortar carne, a menudo en forma de corte. Los tamaños generales van desde 240mm a 300mm.
- Hankotsu: Este es un cuchillo de carnicero que se usa para el ganado para cortar la carne que cuelga del hueso. El tamaño general es 150mm.
- Chukabocho: Comúnmente conocido como el cuchillo de cocinero chino, el chukabocho tiene un mango corto, perfil plano y una cuchilla alta que se usa para obtener una ventaja mecánica. La cuchilla suele ser más gruesa detrás del borde para cortar ingredientes más densos y, a veces, incluso hueso.

Los cuchillos de bisel simple son cuchillos japoneses tradicionales. Tienen un omote (un borde a la derecha para los diestros), un shinogi (donde el bisel delantero se encuentra con la parte plana de la cara de la cuchilla) y un urasuki (una parte trasera hueca que libera comida). Estos cuchillos suelen ser un poco más gruesos en la columna vertebral y el cuerpo que los biseles dobles japoneses, pero son más delgados justo detrás del borde. Si bien dejan un mejor acabado superficial, el producto debe doblarse aún más debido al grosor de la cuchilla. Estos son los cuchillos de la cocina tradicional japonesa establecida y se desarrollaron originalmente a partir de los cuchillos chinos de doble bisel. Se afilan a lo largo del bisel único aplicando presión tanto al shinogi como al borde. Honbazuke es el afilado inicial que forma una superficie plana a lo largo del perímetro del urasuki fortaleciéndolo. Esta práctica también endereza la parte trasera y establece una forma para el afilado futuro. El omote se agudiza mucho más que el urasuki para mantener la función del bisel único. Los cuchillos de estilo Kansai generalmente tienen una punta puntiaguda para cortes verticales, lo que ayuda en el trabajo de la punta decorativa. Los cuchillos de estilo Edo tienen una punta cuadrada utilizada para cortes horizontales, lo que hace que sea un cuchillo de trabajo más robusto. El kit de cuchillos japonés estándar incluye yanagiba, deba y usuba. Son esenciales para Washoku (和 食 cocina japonesa). 
- Yanagiba: (literalmente hoja de sauce). El cuchillo más popular para cortar pescado, también conocido como shobu-bocho (cuchillo de sashimi). Se utiliza para resaltar diferentes texturas de peces en sus técnicas: hirazukuri para cortar verticalmente, usuzukuri para cortar verticalmente y sogizukuri para cortar en ángulo. Se utiliza para desollar y, a veces, escalar y deshuesar ciertos peces (por ejemplo, salmón). Punta Kensaki o kiritsuke, yanagiba tiene puntas anguladas y generalmente son más pesadas y tienen menos pendiente. Una variante regional, el takohiki (literalmente cortador de pulpo) es más liviano, más delgado, más plano y más corto en altura de la hoja que el yanagiba para permitir un corte más fácil a través de la carne densa como la de un pulpo. El tamaño general es 270mm a 330mm.
- Deba: cuchillos gruesos para cortar carne de pescado resistente para filete y cortar costillas, detrás de la cabeza y a través de la cabeza. Tienen un grosor de 5 mm a 9 mm según el tamaño. Incluyen hon-deba (literalmente verdadera deba), ko-deba (pequeña deba), ajikiri (para aji), funayuki (un pequeño más puntiagudo para usar en barcos) y mioroshi deba (híbrido entre deba y yanagiba que son intermedios en espesor, peso y longitud). Los tamaños más pequeños son menos gruesos, permiten que el cuchillo se mueva fácilmente a través de la carne y son mucho más ágiles. Todavía son mucho más delgados detrás del borde y más frágiles que un cuchillo de carnicero occidental. El tamaño general es 120mm a 210mm.
- Usuba: (literalmente hoja delgada). La más delgada de las tres formas generales de cuchillo. Perfil de borde plano. Se utiliza para el corte por empuje, katsuramuki (hojas delgadas de corte giratorio) y sengiri (corte de tiras delgadas de esas hojas). Hay edo-usuba (punta cuadrada) y kamagata-usuba (punta redonda). Los tamaños generales son 180mm a 240mm.
- Kiritsuke: híbrido con la longitud de yanagiba y la altura de la cuchilla y el perfil de usuba con una punta en ángulo como compromiso. Requiere un gran control de la cuchilla debido a la altura, longitud y planitud. El tamaño general es 240mm a 300mm.
- Mukimono: Usado junto con la usuba para vegetales. Tiene una punta en ángulo para cortar vegetales decorativos. El tamaño general es 150mm a 210mm.
- Hamokiri: (literalmente cortador de congrio). Es un cuchillo intermedio en grosor y longitud entre deba y yanagiba para cortar los huesos delgados y la carne del lucio. El tamaño general es 240mm a 300mm.
- Magurokiri: (literalmente cuchillo de atún). Se utiliza para cortar perpendicular (más corto) o paralelo (más largo y más flexible) al atún y se dimensiona en consecuencia. Los tamaños van desde 400mm a 1500mm.
- Honesuki: Se usa para deshuesar pollo. Una versión más gruesa llamada garasuki se usa para cortar huesos. La mayoría tiene una punta en ángulo para deslizarse entre los tendones y cortarlos. El tamaño general es 135mm a 180mm.
- Sobakiri: (literalmente cortador de soba). Una variante es udonkiri (cortador de udon). El tamaño general es 210mm a 300mm.
- Unagisaki: cuchillo de anguila. Viene en variantes de Kanto, Kyoto, Nagoya y Kyushu.

## Acero
Las características definitorias de los cuchillos de cocina japoneses son la dureza (resistencia a la rotura), la nitidez (el carburo y el grano más pequeños para el ápice más pequeño reducen la fuerza en el corte), la vida útil del filo (un índice por el tiempo que un filo cortará en función de la falta de laminación o astillado), calidad de borde (con dientes con carburos grandes o refinado con carburos pequeños) y facilidad de afilado (el acero se desgasta fácilmente en la piedra y forma un borde afilado). Aunque cada acero tiene sus propios límites y características químicas y estructurales, el tratamiento térmico y el procesamiento pueden resaltar rasgos tanto inherentes al acero como sus contrapartes opuestas. 
El acero inoxidable es generalmente más resistente, menos propenso a astillarse y menos afilado que el carbono. En el extremo más alto, conservan un borde más largo y tienen un tamaño similar en carburos al acero al carbono. Las variantes incluyen: 
- Acero en polvo que tiene grandes carburos rotos por el proceso de pulverización y sinterizados juntos a alta presión y temperatura
- Semi inoxidable que tiene menos cromo para evitar la oxidación del hierro y las propiedades intermedias entre el carbono y el acero inoxidable.
- Acero para herramientas que está muy aleado pero puede o no ser inoxidable.

El acero al carbono es generalmente más afilado, más duro, más frágil, menos resistente, más fácil de afilar y más capaz de oxidarse. 
- Acero blanco: purificado de fósforo y azufre y sin alear. Viene en las variantes 1, 2 y 3 (de mayor a menor carbono).
- Acero azul: purificado y aleado con cromo y tungsteno para mayor durabilidad y resistencia del filo. Viene en variantes 1, 2.
- Acero súper azul: acero azul aleado con molibdeno y vanadio y más carbono para una vida útil más larga pero un poco más frágil.

## Construcción

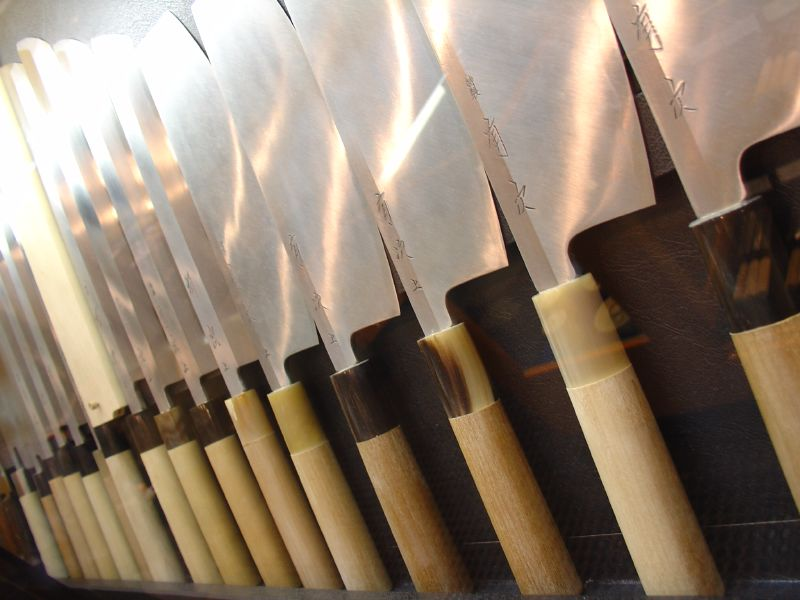
Hōchō es un elemento importante que determina el sabor de la cocina japonesa.

Las cuchillas monosteel suelen ser más difíciles de afilar y más delgadas que las cuchillas laminadas. 3 tipos de cuchillas monosteel son: 
- Zenko – Estampó fuera
- Honyaki – Forjó abajo de acero de carbono con endurecimiento diferencial
- Forjado abajo de un hospedaje sin endurecimiento diferencial

Las cuchillas laminadas vienen en 3 tipos diferentes: awase (que significa mezclado, para acero mixto), kasumi (que significa brumoso, que se refiere al aspecto brumoso del hierro después del afilado) y hon-kasumi (kasumi de mayor calidad). La formación de una cuchilla laminada implica 2 piezas de acero, la jigane y la hagane. El jigane se refiere al revestimiento suave, o piel, y hagane se refiere al acero de corte duro. Ambos comúnmente contienen carbono o acero inoxidable. Esta combinación de metales hace que las cuchillas laminadas sean resistentes a la corrosión con el acero inoxidable y resistentes al carbono. Las construcciones como el revestimiento inoxidable sobre un núcleo de carbono son menos comunes debido a la dificultad. La jigane permite que el cuchillo se afile más fácilmente y absorba los golpes. También hace que el hazne sea más duro sin hacer que toda la cuchilla sea frágil. Las dos formas de cuchillas laminadas son: 
- Ni-mai - jigane con hagane
- San-mai - hagane intercalada entre jigane

Una variación del estilo tradicional de cuchilla laminada es formar un patrón artístico en la jigane. Los patrones incluyen: 
- Suminagashi
- Damasco
- Kitaeji
- Mokume-gane
- Watetsu

## Producción
Una gran cantidad de cubiertos japoneses de alta calidad se origina en Sakai, la capital de la fabricación de espadas de samurái desde el siglo XIV. Después de la Restauración Meiji en 1868, se prohibió a los samurái portar espadas como parte de un intento de modernizar Japón. Aunque persistió la demanda de espadas militares y algunos herreros de espada todavía producían espadas de samurái tradicionales como arte, la mayoría de los herreros de espada volvieron a centrar su habilidad en la producción de cubiertos, tras el cambio cultural. 
La producción de cuchillos de acero en Sakai comenzó en el siglo XVI, cuando los portugueses introdujeron el tabaco en Japón y los artesanos de Sakai comenzaron a fabricar cuchillos para cortar tabaco. La industria de los cuchillos Sakai recibió un gran impulso del shogunato Tokugawa (1603-1868), que le otorgó a Sakai un sello especial de aprobación y mejoró su reputación de calidad. 
En la actualidad, Seki (en la prefectura de Gifu) es considerada la patria de los cubiertos de cocina japoneses modernos, donde la tecnología de fabricación de vanguardia ha actualizado las antiguas habilidades de forjado para producir una serie de cuchillos de cocina de acero inoxidable y laminado de clase mundial. Muchas de las principales empresas de fabricación de cubiertos tienen su sede en Seki, y producen cuchillos de cocina de la más alta calidad, tanto en el estilo tradicional japonés como en el occidental, como el gyuto y el santoku. Los cuchillos y las espadas son tan integrales en la ciudad que allí se encuentra la sede de la Asociación de Cuchillería Seki, el Museo Seki Swordsmith, el Espectáculo de cuchillos al aire libre Seki, el Festival de Cuchillería de octubre y el Salón de la Cuchillería. 
Otro centro famoso para herreros y herreros tradicionales es la ciudad de Miki. Miki es conocido en todo Japón por sus tradiciones de fabricación de cuchillos, y su arte recuerda el orgullo de la fabricación de acero japonesa. La mayoría de los fabricantes de Miki son pequeñas empresas familiares donde la artesanía es más importante que el volumen, y generalmente producen menos de una docena de cuchillos al día.
Los principales centros actuales de fabricación de cuchillos de Japón incluyen: 
- Sakai, Osaka; (Sakai Hamono)
- Seki, Gifu; (Seki Hamono)
- Sanjo (Echizen Hamono)
- Tsubame, (Echizen Hamono)
- Tosa (Tosa Hamono)
- Miki
- Tokio
- Tanegashima
- Toyama
- Osafune, Wakayama

## Diseño y uso

(b) tiene un ángulo en ambos lados, (a) y (c) solo en un lado, donde (a) es para uso con la mano derecha y (c) es para uso con la mano izquierda.

A diferencia de los cuchillos occidentales, los cuchillos japoneses a menudo son de un solo terreno, lo que significa que están afilados para que solo un lado mantenga el filo. Como se muestra en la imagen, algunos cuchillos japoneses están en ángulo desde ambos lados, mientras que otros están en ángulo solo desde un lado con el otro lado de la hoja plana. Tradicionalmente se creía que una cuchilla de ángulo único corta mejor y hace cortes más limpios, aunque requiere más habilidad para usar que una cuchilla con un borde biselado doble. Generalmente, el lado derecho de la hoja está en ángulo, ya que la mayoría de las personas usan el cuchillo con la mano derecha. Los modelos para zurdos son raros y deben pedirse especialmente y personalizarse.
Desde el final de la Segunda Guerra Mundial, los cuchillos biselados de estilo occidental han ganado popularidad en Japón. Un ejemplo de esta transición es el santoku, una adaptación de gyoto. Otros cuchillos que se han utilizado ampliamente en Japón son el cuchillo de cocinero francés y el Sujihiki, aproximadamente análogos a un cuchillo de trinchar occidental. Si bien estos cuchillos generalmente están afilados simétricamente en ambos lados, sus cuchillas todavía tienen bordes de corte de ángulo agudo de estilo japonés de 8-10 grados por lado con un temperamento muy duro para aumentar la capacidad de corte. 
La mayoría de los cocineros japoneses profesionales poseen su juego personal de cuchillos. Después de afilar un cuchillo de acero al carbono en la noche después de su uso, el usuario puede dejar que el cuchillo «descanse» durante un día para restaurar su pátina y eliminar cualquier olor o sabor metálico que de otro modo podría transmitirse a la comida. Algunos cocineros eligen tener dos juegos de cuchillos por este motivo. 
Los cuchillos japoneses también presentan variaciones sutiles en el molido del cincel. Por lo general, la parte posterior de la cuchilla es cóncava para reducir el arrastre y la adhesión, de modo que la comida se separa más limpiamente (esta característica se conoce como urasuki). El kanisaki deba, utilizado para cortar cangrejos y otros mariscos, tiene la rutina en el lado opuesto (lado izquierdo en ángulo para uso con la mano derecha), de modo que la carne no se corta al cortar la cáscara.